# Чемпионат Эстонии по волейболу среди мужчин
Чемпионат Эстонии по волейболу среди мужчин — ежегодное соревнование мужских волейбольных команд Эстонии. Проводился в 1925—1940 годах. С 1991 года возобновлён в качестве чемпионата независимой Эстонии. Организатором является Эстонская федерация волейбола.

## Формула соревнований
В чемпионате 2025 выступали 4 эстонские команды, участвовавшие в розыгрыше Балтийской лиги: «Бигбанк» (Тарту), «Баррус» (Выру), «Селвер-ТалТех» (Таллин), «Пярну». Турнир проходил по системе плей-офф и состоял из полуфинала и финалов за 1-е и 3-е место. Серии матчей проводились до трёх (в полуфинале) и до четырёх (в финале) побед одного из соперников. Чемпионский титул выиграл «Бигбанк», победивший в финальной серии «Баррус» 4-1 (3:0, 0:3, 3:1, 3:0, 3:1). 3-е место занял «Пярну».

## Чемпионы
| - 1925 «Спорт» Таллин - 1927 «Калев» Таллин - 1928 НМКЮ Тарту - 1929 «Калев» Таллин - 1930 НМКЮ Тарту - 1931 «Калев» Таллин - 1932 НМКЮ Тарту - 1933 «Калев» Таллин - 1934 НМКЮ Тарту - 1935 «Калев» Таллин - 1936 «Калев» Таллин - 1937 «Калев» Таллин - 1938 «Калев» Таллин - 1939 «Калев» Таллин - 1940 ЮЭНЮТО Таллин - 1991 «Пярну» - 1992 «Винни» Выру - 1993 «Пярну» - 1994 «Лийдер» Таллин - 1995 «Риваал» Раквере - 1996 «Риваал» Раквере - 1997 «Риваал» Раквере - 1998 «Ысел Фоодс» Тарту - 1999 «Ысел Фоодс» Тарту - 2000 «Пярну» | - 2001 «Пярну» - 2002 «Пярну» - 2003 «Пярну» - 2004 «Фальк» Пярну - 2005 «Аудентезе Юликоол» Таллин - 2006 «Тарту» - 2007 «Селвер» Таллин - 2008 «Селвер» Таллин - 2009 «Селвер» Таллин - 2010 «Селвер» Таллин - 2011 «Селвер» Таллин - 2012 «Тарту Пере Лейб» Тарту - 2013 «Селвер» Таллин - 2014 «Бигбанк» Тарту - 2015 «Пярну» - 2016 «Селвер» Таллин - 2017 «Селвер» Таллин - 2018 «Сааремаа» Курессааре - 2019 «Пярну» - 2020 чемпионат отменён - 2021 «Бигбанк» Тарту - 2022 «Бигбанк» Тарту - 2023 «Селвер-ТалТех» Таллин - 2024 «Селвер-ТалТех» Таллин - 2025 «Бигбанк» Тарту |